# Focus numérique
Focus Numérique est un magazine français sur la photographie disponible sur le Web. La ligne éditoriale du magazine repose avant tout sur le test de matériel dans l'univers de l'image numérique (boitiers, objectifs, imprimantes, accessoires...).

## Création
Mis en ligne le 8 décembre 2006, Focus Numérique est né pour apporter de l'information sur Internet et en français sur le monde de la photographie et de la vidéo. Focus Numérique est une extension du magazine Les Numériques qui réalise des tests de produits électroniques à destination du grand public. Spécialisé dans le domaine de la photographie et de la vidéo, Focus Numérique s'adresse davantage à un public averti, expert et professionnel.
En novembre 2015, le groupe TF1 acquiert Neweb, une holding rassemblant plusieurs sites web tels que Les Numériques, Focus Numérique et Gamekult.

## Contenu
Focus Numérique propose des tests approfondis sur les boîtiers de prise de vue (reflex, compacts, compacts à objectifs interchangeables, moyens formats, caméra vidéo…), mais également sur les optiques, les imprimantes photo, les papiers d'impression, les accessoires photos et vidéo (trépieds, sacs photo, éclairage de studio, flashes, sondes de calibrages…) ou les écrans. Le site propose notamment des profils ICC d'affichage pour les écrans testés sur Les Numériques. 
Le site propose également des stages photo pour apprendre à utiliser son matériel, mais également s'initier à la prise de vue en studio. Des tutoriels (écrits et vidéos) sont aussi disponibles. Le site indique des trucs et astuces pour réaliser certains types d'images (concert, macro, flou de filé, orages, lune, mariage, HDR…). Un glossaire permet d'obtenir des explications sur certaines technologies utilisées dans les appareils photo et vidéo. Par ailleurs, Focus Numérique s'intéresse à la partie culturelle de la photographie avec des chroniques de livres, d'exposition et des interviews de photographes.
À la mi 2018, le site Focus Numérique est intégré au site Les Numériques et le site internet redirige peu de temps après vers la section photo des Numériques.

## Équipe rédactionnelle
- Rédacteur en chef : Renaud Labracherie
- Rédacteur en chef adjoint : Arthur Azoulay
- Collaborateurs réguliers : David Lefèvre, Pierre Caillault, Édouard Maire, Carole Clément

## Logos

2006-2009.
2009-2015.
2015-2018.